# Ochodaeus stridulatus
Ochodaeus stridulatus là một loài bọ cánh cứng trong họ Ochodaeidae. Loài này được Scholtz & Evans miêu tả khoa học đầu tiên năm 1987.